# Helen Baxendale
 (janvier 2024).
Si vous disposez d'ouvrages ou d'articles de référence ou si vous connaissez des sites web de qualité traitant du thème abordé ici, merci de compléter l'article en donnant les références utiles à sa vérifiabilité et en les liant à la section « Notes et références ».
Helen Victoria Baxendale, connue sous le nom de scène Helen Baxendale , née le 7 juin 1970 à Pontefract, en Angleterre, au (Royaume-Uni), est une actrice et productrice britannique.

## Biographie
Helen Baxendale est née le 7 juin 1970 à Pontefract, Angleterre. Ses parents, William et June Baxendale étaient professeurs[De quoi ?].
Elle a une sœur, Katie Baxendale, qui est scénariste.
Elle a étudié au Bristol Old Vic.

### Vie privée
Elle est mariée au réalisateur, scénariste et producteur, David L. Williams. Ils ont trois enfants, dont l'actrice Nell Williams.

## Filmographie

### Cinéma

#### Longs métrages
- 1996 : Bolse vita d'Ibolya Fekete : Maggie
- 1997 : Macbeth de Michael Bogdanov : Lady Macbeth
- 2000 : Ordinary Decent Criminal de Thaddeus O'Sullivan : Lisa
- 2001 : Dead by Monday de Curt Truninger : Julie Matthews
- 2002 : Flyfishing de David L. Williams : Sam
- 2003 : Skagerrak de Søren Kragh-Jacobsen : Stella
- 2009 : Beyond the Pole de David L. Williams : Becky
- 2011 : Anonymous de Roland Emmerich : Anne de Vere

#### Courts métrages
- 1993 : Euphoric Scale de David Skynner
- 1994 : Love's Lost Hour de Sam Miller : Hilary
- 1998 : Angels at My Bedside de David L. Williams : Angel jeune
- 2002 : Lost in the Snow : Lily (voix)
- 2010 : Big Mouth d'Henry Darke : La mère

### Télévision

#### Séries télévisées
- 1993 : Casualty : Emma
- 1993 : The Marshal : Anita
- 1993 : The Good Guys (en) : Miss Lomax
- 1994 - 1995 : Cardiac Arrest : Dr Claire Maitland
- 1995 : Dangerfield : Tara "Crystal" Jackson
- 1996 : Screen One : Lorna Johnston
- 1996 : Screen Two : Ruth Clarke
- 1996 : In Suspicious Circumstances : Reine Elizabeth I
- 1997 - 1999 : An Unsuitable Job for a Woman : Cordelia Gray
- 1997 - 2003 : Cold Feet : Amours et petits bonheurs (Cold Feet) : Rachel Bradley
- 1998 - 1999 : Friends : Emily Waltham
- 2000 : Tales from the Madhouse : La servante
- 2003 : Murder in Mind : Helen Robbins
- 2006 : The Only Boy for Me : Annie
- 2008 : Miss Marple (Agatha Christie's Miss Marple) : Mary Dove
- 2009 : Inspecteur Lewis (Lewis) : Caroline
- 2010 : Inspecteur Gently (Inspector George Gently) : Frances Groves
- 2010 - 2012 : Dirk Gently : Susan Harmison
- 2011 : Kidnap and Ransom : Angela Beddoes
- 2012 - 2019 : Cuckoo : Lorna Thompson
- 2013 : Hercule Poirot (Agatha Christie's Poirot) : Elizabeth Cole
- 2014 : Londres, police judiciaire (Law and Order : UK) : Eleanor Richmond
- 2014 : The Secrets : Julie
- 2015 : Meurtres au paradis (Death in Paradise) : Sasha Moore
- 2016 : Inspecteur Barnaby (Barnaby) : Rose Lancaster
- 2020 - 2022 : Noughts + Crosses : Meggie McGregor

#### Téléfilms
- 1997 : The Investigator de Chris Oxley : Sergent Caroline Meagher
- 2007 : Dead Clever : The Life and Crimes of Julie Bottomley de Dearbhla Walsh : Sarah
- 2020 : La Reine du crime présente : Les Meurtres de minuit (Agatha and the Midnight Murders) de Joe Stephenson : Agatha Christie